# Fédération FDN
Ne doit pas être confondu avec French Data Network.
La Fédération FDN (FFDN) ou Fédération des fournisseurs d'accès à internet associatifs - FDN regroupe des fournisseurs d'accès à Internet (FAI) associatifs se reconnaissant dans des valeurs communes : bénévolat, solidarité, fonctionnement démocratique et à but non lucratif ; défense et promotion de la neutralité du Net.

## Histoire
Lors des RMLL de 2010 à Bordeaux, des membres du futur Aquilenet discutent avec ceux de FDN sur la possibilité de créer une boite à outils, catalyseur pour aider à créer des fournisseurs d'accès Internet associatifs.
Le 12 mars 2011, sept FAI associatifs signent les statuts de la Fédération des fournisseurs d'accès à Internet associatifs dite Fédération FDN du nom de l'association initiatrice. Les associations signataires sont : Aquilenet, FDN, Franciliens.net, Ilico, Lorraine Data Network, Sames Wireless et tetaneutral.net. L’association est déclarée en préfecture le 18 juillet 2011,.

Carte des associations membres de la Fédération FDN.

Elles cosignent également une charte qui définit ce qu’est l'Internet, assure le caractère démocratique de l’association fédérée, ainsi que les obligations des fournisseurs envers les personnes adhérentes-abonnées, notamment en matière de respect de la neutralité du Net et dans la non-surveillance des communications.
Au 22 octobre 2019, la fédération FDN compte 32 associations membres, comptabilisant environ 2 700 personnes abonnées et 3 700 membres.

## Présidence
| Période     | Présidents ou présidentes         |
| ----------- | --------------------------------- |
| 2011 - 2017 | Benjamin Bayart                   |
| 2017 - 2021 | Benjamin Bayart et Quota Atypique |
| 2021 - 2022 | Benjamin Bayart                   |

Lors l'Assemblée Générale de juin 2022, les statuts de l'association ont été modifiés. Il n'y a plus de personne présidente ni de bureau.

## Actions entreprises

### Essaimage
La FFDN regroupe divers documents, médias et services produits par les associations membres ou par elle-même afin de permettre l’émergence ou la création de nouveaux fournisseurs d'accès à Internet associatifs partageant les mêmes valeurs. Ces documents peuvent traiter autant de sujets techniques que politiques, afin de comprendre les enjeux d’une telle démarche et de trouver le savoir nécessaire à sa mise place. L'idée principale derrière l'essaimage est d'avoir plusieurs petits FAI plutôt qu'un seul gros où les échanges humains deviennent plus compliqués.

### Fourniture d'accès Internet
Pour faciliter à ses membres la fourniture d'accès Internet respectant la charte de la fédération, sont entrepris divers travaux pour obtenir des portes de collectes et pouvoir mutualiser celles-ci (dans l'idée de réduire les coûts et l'énergie humaine pour les maintenir).
Actuellement la Fédération a une porte de collecte ADSL (sur tout le territoire Français) et des portes de collectes FTTH.

### Consultation par les différents organismes de régulation des télécoms
L’association est régulièrement consultée par le BEREC ainsi que l’ARCEP sur divers sujets en lien avec la neutralité du net. En réponse à celles-ci, elle a produit diverses études sur l’interconnexion de réseaux respectant la neutralité du net, les enjeux de vie privée sur les terminaux (smartphone, tablette), ou encore la question des API dans les box chez les opérateurs commerciaux.

### Loi renseignement
En 2015, deux recours ont été déposés devant le Conseil d’État par la FFDN, French Data Network (FDN) et la Quadrature du Net, contre l'encadrement secret de la surveillance des communications internationales,.
En 2016, la FFDN, aux côtés de French Data Network (FDN) et la Quadrature du Net, a déposé une Question Prioritaire de Constitutionnalité (QPC) à propos de l'exonération de tout encadrement et de tout contrôle la surveillance, pour la «défense des intérêts nationaux», des communications sans fil.

### Rétention des données de connexion
Avec FDN et la Quadrature du Net, la fédération FDN a saisi le Conseil d'État sur la conservation des données de connexion. À la suite des décisions rendues par la CJUE sur le traitement des données à caractère personnel et la protection de la vie privée dans le secteur des communications électroniques, ces associations demandent l'abrogation ou la réforme de certains articles et décrets de loi jugés obsolètes. Le Conseil d'État a jugé, la législation actuelle conforme au droit Européen mais illégal le fait d'imposer aux opérateurs la conservation des données de connexion.

### Hadopi
En 2020, la Quadrature du Net, FDN, la FFDN et Franciliens.net ont soulevé une Question Prioritaire de Constitutionnalité portant sur Hadopi, estimant que les garanties accompagnant l’accès par les agents aux données de connexion des abonnés ne respectent pas les standards.

### Brique Internet
Dans le cadre des offres VPN offertes par les différents opérateurs membres, la Brique Internet fournit un petit ordinateur type Raspberry Pi, conçue par Olimex, permettant de créer une borne Wi-Fi afin que les utilisatrices et utilisateurs puissent utiliser simplement leur connexion VPN chez leur FAI associatif. Basé sur le système YunoHost elle facilite aussi l’hébergement de services Internet sur la machine.

### Baromètre FTTH
À la suite des divers problèmes et difficultés pour accéder aux réseaux d'initiative publique (RIP) pour les petits opérateurs, un baromètre FTTH a été mis en place afin de répertorier les réseaux d’initiative publique en France ainsi que leurs conditions d’accès. L'objectif est de permettre aux petits FAI de se projeter dans le lancement d’une offre d’accès FTTH ainsi que de témoigner de la difficulté d'accessibilité aux contrats des réseaux d’initiative publique pour les petits opérateurs.

## Divers
- Le livre blanc Numérique et environnement, publié par l’Institut du développement durable et des relations internationales (Iddri) a cité la FFDN en exemple[22] pour une dynamique « low tech et citoyenne ».
- La FFDN a produit en 2019 quatre vidéos pour expliquer ce qu'est la régulation des télécoms[23].